# Akrostych

Akrostych

Akrostych (gr. akróstichos od ákros – zewnętrzny, szczytowy, końcowy i stíchos – wiersz) – utwór wierszowany, w którym niektóre z kolumn liter, sylab lub wyrazów dają dodatkowo całe wyrazy, frazy lub zdania. Kolumny takie mogą być czytane w dół, w górę, lub naprzemiennie. Najczęściej takie kolumny są tworzone przez pierwsze lub ostatnie litery kolejnych wersów, lub też mogą być określane poprzez tzw. średniówkę, czyli inne elementy podziału wewnątrzwierszowego. Akrostychy można również tworzyć innymi metodami, np. wykorzystując te same elementy kolejnych zwrotek. Odmianą akrostychu jest abecedariusz, w którym kolejne wersy zaczynają się kolejnymi literami alfabetu.
Pierwotnie, w czasach greckich i rzymskich, akrostychy były wykorzystywane do pisania imienia autora lub adresata danego utworu. Stąd tradycja przeszła także do literatury średniowiecznej. Obecnie akrostychy wykorzystywane są np. w łamigłówkach oraz publikacjach reklamowych.
Akrostychy były wykorzystywane w Biblii hebrajskiej, m.in. w Lamentacjach Jeremiasza i Księdze Psalmów. Szczególnym gatunkiem utworów opartych na akrostychu jest psalm alfabetyczny.
Jednym z historycznych przykładów akrostychu jest grecka nazwa znaku rozpoznawczego chrześcijan (czyli ryby): ichthys. Zawiera ona pierwsze litery słów oznaczających: Jezus Chrystus, Syn Boży, Zbawiciel – w transkrypcji z greki: Iesus Christos Theou Yios Soter.
Innym przykładem akrostychu jest hymn Holandii. Pierwsze litery kolejnych zwrotek tworzą imię bohatera utworu: Willem van Nassov:

Wilhelmus van Nassouwe
Ben ick van Duytschen bloet,
Den Vaderlant getrouwe
Blyf ick tot in den doet:
Een Prince van Oraengien
Ben ick vrij onverveert,
Den Coninck van Hispaengien
Heb ick altijt gheeert.
In Godes vrees te leven
Heb ick altyt betracht,
Daerom ben ick verdreven
Om Landt om Luyd ghebracht:
Maer God sal mij regeren
Als een goet Instrument,
Dat ick zal wederkeeren
In mijnen Regiment.

Akrostych występuje w finałowym utworze Wieńca sonetów France Prešerena
W Polsce mistrzem akrostychu był Jan Andrzej Morsztyn, który potrafił przemycić wulgarne w tamtych czasach słowo, obchodząc jak gdyby konwencję przyzwoitości:

Kiedy-ć powiedzieć to, na coś zasłużył,
Przy ludziach trudno, abym się nie dłużył,
Ieśli (twój) dowcip domyślny i żartki,
Egzorcyzm czytaj po kraju tej kartki.

Przed nim akrostychy stosowali m.in. Adam Świnka, Władysław z Gielniowa i Jan Kochanowski. Przykładem zastosowania omawianego środka jest też Acrostichis własnego wyobrażenia kniaża wielkiego moskiewskiego Walentego Neothebela. Czeski poeta Richard Weiner zastosował akrostych w tomiku Mezopotamia.

MEškám tě Františku čepobití dávno už tě shání Slyšíš JE?
ZOstra tedy, honem, polními pěšinaMI
POzor však pozor na tajná andělská tenaTA
TAkovou potutelnou cestou nejdéle naslePO
MIlost totiž nedbá vnadidel ale dělej BrZO
JEstli se Františku budeme před slepotou třást pak dojista zbloudíME.

Rozbudowany akrostych w komediach Volpone i Alchemik zastosował elżbietański poeta i dramaturg Ben Jonson.

T he sickness hot, a master quit, for fear,
H is house in town, and left one servant there;
E ase him corrupted, and gave means to know
A Cheater, and his punk; who now brought low,
L eaving their narrow practice, were become
C ozeners at large; and only wanting some
H ouse to set up, with him they here contract,
E ach for a share, and all begin to act.
M uch company they draw, and much abuse,
I n casting figures, telling fortunes, news,
S elling of flies, flat bawdry with the stone,
T ill it, and they, and all in fume are gone.

Akrostych został wykorzystany w serialu Stawka większa niż życie. Pierwsze litery nazwisk czterech niemieckich zbrodniarzy wojennych tworzyły nazwisko ich rzekomego, w rzeczywistości nieistniejącego zwierzchnika, gruppenführera Wolfa.